# Грањано Алто (Арецо)
Грањано Алто је насеље у Италији у округу Арецо, региону Тоскана.
Према процени из 2011. у насељу је живело 37 становника. Насеље се налази на надморској висини од 354 м.